# Donald Watson
Donald Watson (2 de septiembre de 1910 - 16 de noviembre de 2005) fue fundador de la Vegan Society e inventor de la palabra 'vegano'. Nació en Mexborough, un pueblo minero en Yorkshire del Sur (Inglaterra), en una familia en la que todos comían animales.
Se hizo vegetariano en año nuevo de 1924.
En noviembre de 1944 él y otros seis amigos fundaron la primera sociedad vegana del mundo, la Vegan Society. El objetivo principal era diferenciarse de los vegetarianos, que en realidad deberían ser llamados "ovo-lacto-vegetarianos" debido a su consumo de huevos y lácteos, y a que el vegetarianismo es una dieta que puede ser seguida sin un motivo ético hacia los animales, pudiendo un vegetariano vestir pieles, asistir a espectáculos con animales, etc. sin ser por ello menos vegetariano. La etimología de la palabra "veganismo" proviene del término inglés vegan, que a su vez deriva de VEGetariAN (utilizando las tres primeras y las dos últimas letras).
Donald Watson nunca definió el veganismo formalmente. La única referencia conocida es la transcripción informal de una conferencia suya durante un congreso:

«El señor Donald Watson ha manifestado que los veganos defienden la idea de que si queremos ser verdaderos libertadores de los animales entonces debemos renunciar absolutamente a nuestra tradicional y egoísta actitud de creer que tenemos derecho a utilizarles para nuestras necesidades. Debemos satisfacer nuestras necesidades mediante formas que no impliquen usar a otros animales.»

Su viaje hacia el veganismo, una filosofía y estilo de vida basada en el respeto a los demás animales, comenzó cuando él era muy joven, en la granja de su tío George, sobre ello él dice:

«Uno de mis recuerdos más tempranos es el de las vacaciones en la granja de mi tío George donde vivía rodeado de animales interesantes. Todos ellos "daban" algo: el caballo de la granja tiraba del arado, el caballo más pequeño tiraba del carro, las vacas "daban" leche, las gallinas "daban" huevos y el gallo era un "despertador" muy útil; no me daba cuenta en ese momento de que también tenía otra función. La oveja "daba" lana. Nunca podía comprender qué "daban" los cerdos pero parecían criaturas tan amistosas... siempre alegres de verme. Entonces, llegó el día en que uno de los cerdos fue matado: todavía tengo recuerdos vívidos de todo el proceso -incluyendo los gritos. Por supuesto... decidí que las granjas -y los tíos- tenían que ser reevaluados: la idílica escena no fue otra cosa que muerte en cadena, donde los días de cada criatura eran numerados en el momento en el que dejaban de ser útiles para los seres humanos.»
Donald Watson

A la edad de 95 años, durante la tarde del 16 de noviembre de 2005, Watson murió en su casa en el norte de Inglaterra.